# American VI – Ain’t No Grave
Az American VI: Ain't No Grave Johnny Cash posztumusz albuma amely 2010. február 23-án jelent meg az American Recordings és a Lost Highway Records gondozásában.  Az album három nappal Cash 78. születésnapja előtt jelent meg. Az albumon hallható dalok a Hundred Highways albumhoz készültek, de végül nem kerültek fel az albumra. Az első héten több mint 54 000 példány kelt el az Egyesült Államokban, és a Billboard listán harmadik helyre került.

## Dalok
1. "Ain't No Grave (Gonna Hold This Body Down)" (Claude Ely) – 2:53
2. "Redemption Day" (Sheryl Crow) – 4:22
3. "For the Good Times" (Kris Kristofferson) – 3:22
4. "I Corinthians 15:55" (Johnny Cash) – 3:38
5. "Can't Help but Wonder Where I'm Bound" (Tom Paxton) – 3:26
6. "A Satisfied Mind" (Red Hayes, Jack Rhodes) – 2:48
7. "I Don't Hurt Anymore" (Walter E. Rollins) – 2:45
8. "Cool Water" (Bob Nolan) – 2:53
9. "Last Night I Had the Strangest Dream" (Ed McCurdy) - 3:14
10. "Aloha Oe" (Queen Lili'uokalani) – 3:00

## Munkatársak
- Johnny Cash – ének, akusztikus gitár
- Scott Avett– banjo  ("Ain't No Grave")
- Mike Campbell – gitár
- Smokey Horme – gitár
- Jonny Polonsky – gitár
- Matt Sweeney – gitár
- Benmont Tench– zongora, csembaló, orgona

## Listákon elért helyezés
| Lista (2010)                       | Helyezés |
| ---------------------------------- | -------- |
| Australian ARIA Albums             | 22       |
| Australian ARIA Top Country Albums | 2        |
| Canadian Albums Chart              | 4        |
| Canadian Top Country Albums        | 2        |
| Danish Album Chart                 | 2        |
| Netherlands MegaCharts             | 2        |
| New Zealand Albums Chart           | 12       |
| Norwegian Albums Chart             | 3        |
| Swedish Albums Chart               | 6        |
| Swiss Music Charts                 | 10       |
| UK Albums Chart                    | 9        |
| U.S. Billboard 200                 | 3        |
| U.S. Billboard Top Country Albums  | 2        |